# Kalînivka, Bohuslav
Kalînivka (în ucraineană Калинівка) este un sat în comuna Vilhoveț din raionul Bohuslav, regiunea Kiev, Ucraina.

## Demografie
Componența lingvistică a localității Kalînivka
     Ucraineană (98,68%)
     Belarusă (1,32%)
Conform recensământului din 2001, majoritatea populației localității Kalînivka era vorbitoare de ucraineană (98,68%), existând în minoritate și vorbitori de belarusă (1,32%).